# Ernest Clère
Ernest Clère, né le 22 janvier 1897 à Brassy et mort le 5 mars 1967 à Suresnes, est un footballeur français évoluant au poste de milieu de terrain.
Chevalier de la légion d'honneur, croix de guerre 1914-1918, croix de guerre 1939-1945.

## Carrière

### Carrière en club
Ernest Clère joue tout d'abord pour l'Olympique de Pantin puis pour le Clichy Olympique. En 1925, il rejoint l'Olympique de Marseille et remporte les Coupes de France 1925-1926 et 1926-1927 (la deuxième en tant que capitaine). Il termine sa carrière à Levallois en 1929.

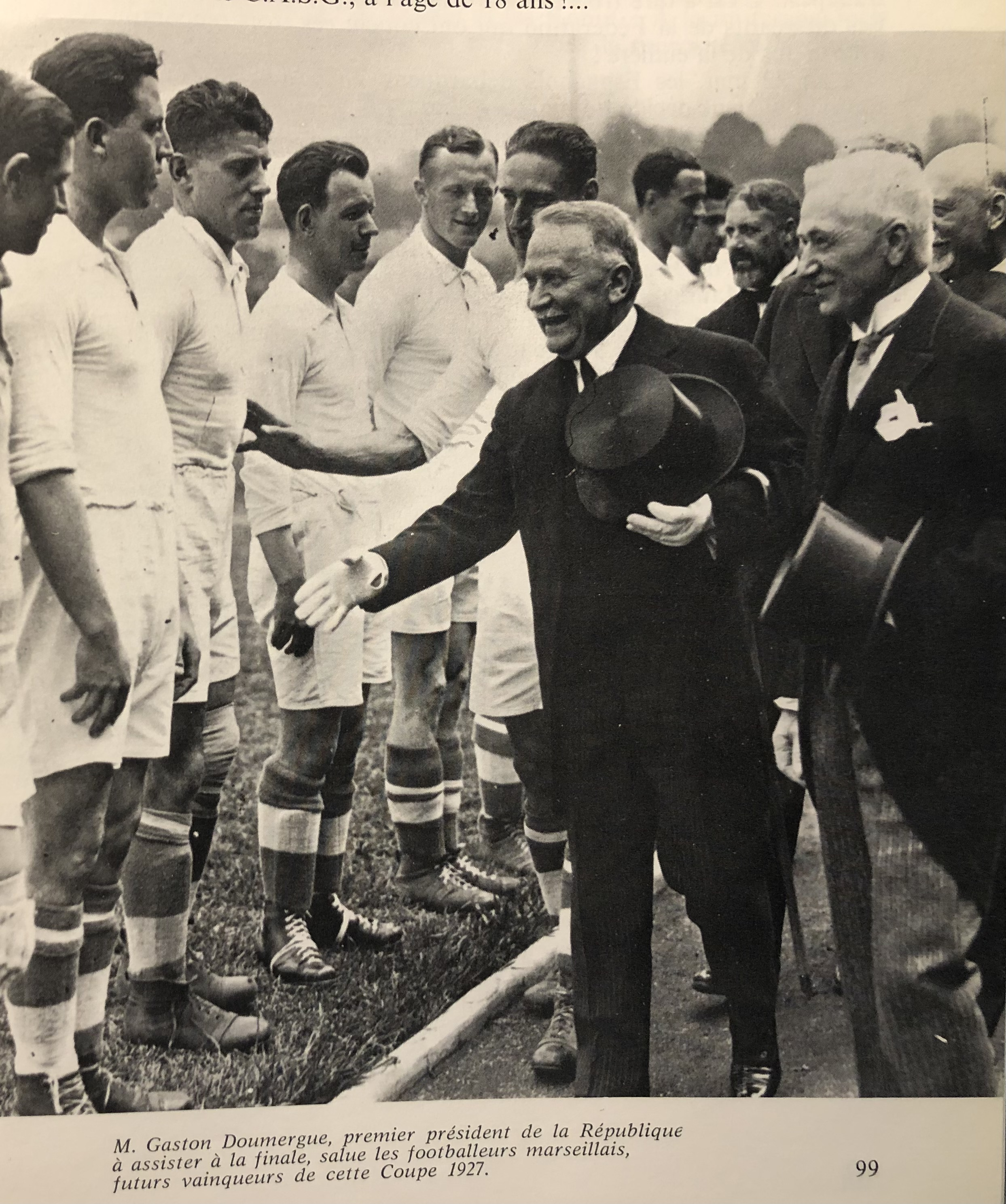
M. Gaston Doumergue, 1er président de la République, saluant les footballeur de l'OM. M Ernest Clere, capitaine de l'OM, ne second plan. 1927.

### Carrière internationale
Le 23 mars 1924, Ernest Clère réalise son seul match en tant qu'international français face à la Suisse. Ce match amical se conclut par une victoire suisse sur le score de trois buts à zéro.

## Sources
- « Fiche d’Ernest Clère », sur FFF.fr
- « Parcours en club d'Ernest Clère », sur om1899.com (consulté le 11 février 2010)
- Alain Pécheral, La grande histoire de l'OM (Des origines à nos jours), L'Équipe, 2007, 504 p. (ISBN 978-2-916400-07-5 et 2-916400-07-9), « Annexe VI - Les internationaux », p. 426